# Serane
Serane, de son vrai nom Nahuel Serrano, est un rappeur français. Son identité musicale se caractérise par son flow nonchalant, parlé et calme, l'utilisation des thèmes tels que l'argent, les relations amoureuses, les femmes, ainsi que des instrumentaux plugg et punk,,

## Biographie
Serane commence sa carrière en tant que mannequin à l'âge de 16 ans, sous le pseudonyme « Young_Babtou ». Il défile pour de grands couturiers et maisons de mode tel que KTZ, Raf Simons, Yohji Yamamoto ainsi que Rick Owens. Serane commence à rapper en 2019, lors du confinement où il décide de poster ses premiers singles sur la plateforme de streaming SoundCloud. Il commence à se faire connaître du grand public lors de la sortie de son album Prise musique, sorti en 2020,.
Au début de 2024, il entre en conflit avec le rappeur Booba à la suite de son invitation dans l’émission Le Code de Mehdi Maïzi. Le rappeur Booba se fait bannir temporairement de X (anciennement Twitter). Il remettait en cause notamment la légitimité de Serane à s'exprimer sur la culture hip-hop en qualifiant sa prise de parole d’insultante,,.

## Discographie

### Albums studio
- 2020 : Voidd Tape (avec Yuri Online)
- 2020 : Pasdecasquette Vol. 1
- 2020 : Pasdecasquette Vol. 2 (avec BeezyB, 10kDunkin, Yuri Online, WoahKespasse, Kapser 939 et TTdaFool)
- 2020 : Serane & Voidd Tape 2 (avec WoahKespasse et Yuri Online)
- 2020 : Prise musique (avec Yuri Online, 10kDunkin, Rowjay, WoahKespasse, TTdaFool, Prince K et Kasper 939)
- 2020 : Serane meets CashCache (avec Prince K et BoofPaxkMooky)
- 2021 : Pasdecasquette, Vol. 3 (avec Yuri Online, Southlove, Texako, Summrs, 10kDunkin, Prince K et Flee)
- 2021 : Days B4 PM2 (avec BoofPaxkMooky)
- 2021 : Prise Musique 2 (avec 8ruki, Kasper 939, Diego Money, ATL Smook, thaHomey et KA$HDAMI)
- 2021 : EL(L)E
- 2022 : Prise World (avec BeezyB, Slimesito, Rowjay, WoahKespasse, Goonew, Jeune Loup et thaHomey)
- 2022 : Seranezie (avec Milanezie, BoofPaxkMooky, Kasper 939, thaHomey, UnoTheActivist et Jazzy Bazz)
- 2023 : SGPM (avec Surf Gang, Dee Aura, Slimesito, J9ueve et Implaccable)
- 2024 : S.E.R
- 2024 : Perc musique (avec perc40)
- 2024 : Prise musique 3